# Betrichia occidentalis
Betrichia occidentalis är en nattsländeart som beskrevs av Oliver S. Flint Jr. 1974. Betrichia occidentalis ingår i släktet Betrichia och familjen smånattsländor. Inga underarter finns listade i Catalogue of Life.